# Augustin Matata Ponyo

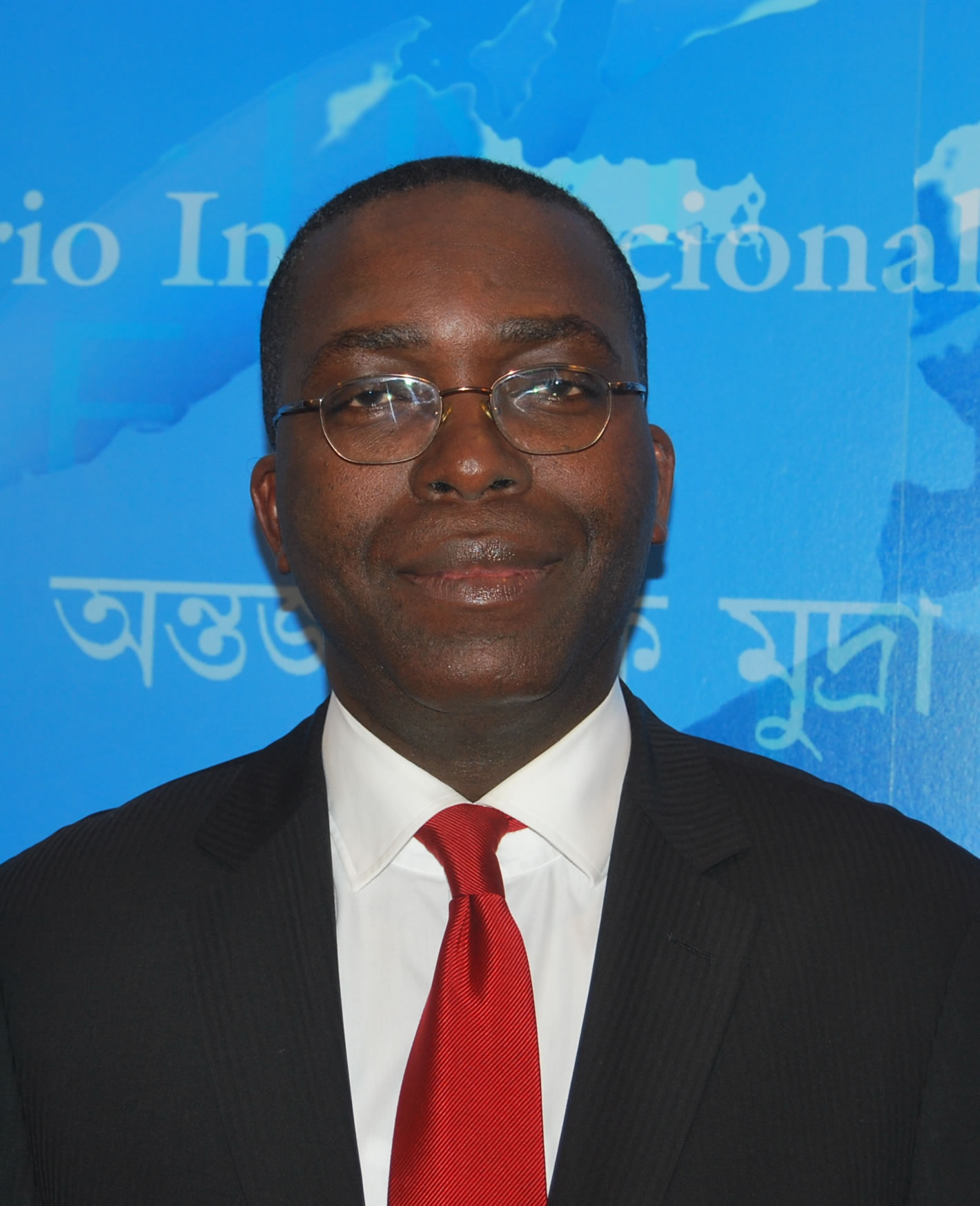
Augustin Matata Ponyo

Augustin Matata Ponyo (* 5. Juni 1964) ist ein kongolesischer Politiker der Parti du Peuple pour la Reconstruction et la Démocratie (PPRD). Er war vom 18. April 2012 bis zum 20. Dezember 2016 Premierminister der Demokratischen Republik Kongo.

## Leben
Ponyo studierte an der Universität Kinshasa. Vom 21. Februar 2010 bis 18. April 2012 war er als Nachfolger von Atanase Matenda Finanzminister der Demokratischen Republik Kongo unter Präsident Joseph Kabila. Ponyo war ab dem 18. April 2012 als Nachfolger von Louis Alphonse Koyagialo Premierminister seines Landes. Bei einem Flugzeugunglück am 12. Februar 2012 wurde er verletzt.
Am 25. Oktober 2021 wird Matata Ponyo vor dem Verfassungsgericht wegen Veruntreuung öffentlicher Gelder im Fall Bukanga Lonzo angeklagt.
Am 15. November 2021 gab ein Richter des Verfassungsgerichts bekannt, dass sich das Verfassungsgericht für unzuständig erklärt hat, Augustin Matata Ponyo und die beiden anderen Angeklagten vor Gericht zu stellen. Daher ist der Fall in dieser Gerichtsbarkeit jetzt abgeschlossen.